# Manuele Celio
Manuele Celio (* 9. Juni 1966 in Faido) ist ein ehemaliger Schweizer Eishockeyspieler und jetziger -trainer der Schweizer U20-Nachwuchsnationalmannschaft. Er spielte während seiner Spielerkarriere bei den Schweizer Vereinen EHC Kloten und HC Ambrì-Piotta.

## Karriere
Manuele Celio, Cousin von Nicola Celio, spielte in der Saison 1982/83 erstmals mit dem HC Ambrì-Piotta in der Nationalliga A. Nach vier Spielzeiten, in denen er Ab- und Aufstieg des Clubs miterlebte, wechselte er zum EHC Kloten, bei dem er insgesamt 11 Saisons bestritt und vier Mal die Schweizer Meisterschaft gewann. Nur für die Saison 1988/89 spielte er bei Ambrì-Piotta.
Nach seiner Spielerkarriere wechselte er ins Traineramt. Seinen Start hatte er als Assistenztrainer in der Saison 2004/05 bei den GCK Lions. Seit 2006 ist Manuele Celio Trainer beim Schweizer Verband. Zudem er alle Nachwuchsmannschaften der Schweizer trainierte, schaffte er es bis zum Assistenztrainer der Nationalmannschaft.

## International
Für die Schweizer Eishockeynationalmannschaft stürmte Celio zwischen 1987 und 1997 an neun Weltmeisterschaften. Er nahm an den Olympischen Spielen 1988 und 1992 teil, wo er jeweils ein Tor erzielte.

## Erfolge und Auszeichnungen
- 1993 Schweizer Meister mit dem EHC Kloten
- 1994 Schweizer Meister mit dem EHC Kloten
- 1995 Schweizer Meister mit dem EHC Kloten
- 1996 Schweizer Meister mit dem EHC Kloten